# The Exploited
The Exploited („Die Ausgebeuteten“) sind eine schottische Punk-Band.

## Geschichte
The Exploited wurde Anfang 1980 von Wattie Buchan, John Duncan, Gary McCormack und Drew „Dru Stix“ Campbell im schottischen Edinburgh gegründet. 1981 erschien ihr Debütalbum Punks Not Dead, das Platz 20 der britischen Charts erreichte und 150.000 Exemplare absetzte. Im Sommer ging die Band mit Discharge auf die Apocalypse-Now-Tournee, bei der sie in London am Tag nach den Brixton-Ausschreitungen auftrat. Im Oktober schaffte die Band es mit der EP Dead Cities in die Charts und zu einem Auftritt bei Top of the Pops, was The Exploited in der Szene oftmals vorgeworfen wurde. Es folgte eine weitere Tournee durch Großbritannien.
Auf dem Album Let’s Start a War… Said Maggie One Day verwendete die Band erstmals einen Totenschädel mit Irokesenschnitt als Cover; dieses von Pushead stammende Motiv wurde später aufgegriffen und gilt als Markenzeichen der Band, u. a. beliebt auf Fan-T-Shirts. Pushead wurde nach eigenen Angaben nicht für diese Arbeit bezahlt.
Nach dem 1990 veröffentlichten The Massacre wurde es eine Weile ruhig um The Exploited. 1996 meldete die Band sich mit Beat the Bastards zurück, wobei die Besetzung aus Wattie Buchan, seinen Brüdern und dem Bassisten Jim Gray bestand. 2003 folgte Fuck the System.
Im Februar 2014 erlitt Buchan auf der Bühne in Lissabon einen Herzinfarkt. Nach einem Jahr konnte er seine Bühnentätigkeit wieder aufnehmen, wurde aber im April 2017 nach einem Konzert im belgischen Gent erneut mit Herzproblemen ins Krankenhaus eingeliefert. Im Dezember 2022 brach Wattie Buchan wieder bei einer Show zusammen, erneut wurde ein Herzinfarkt vermutet.

## Stil

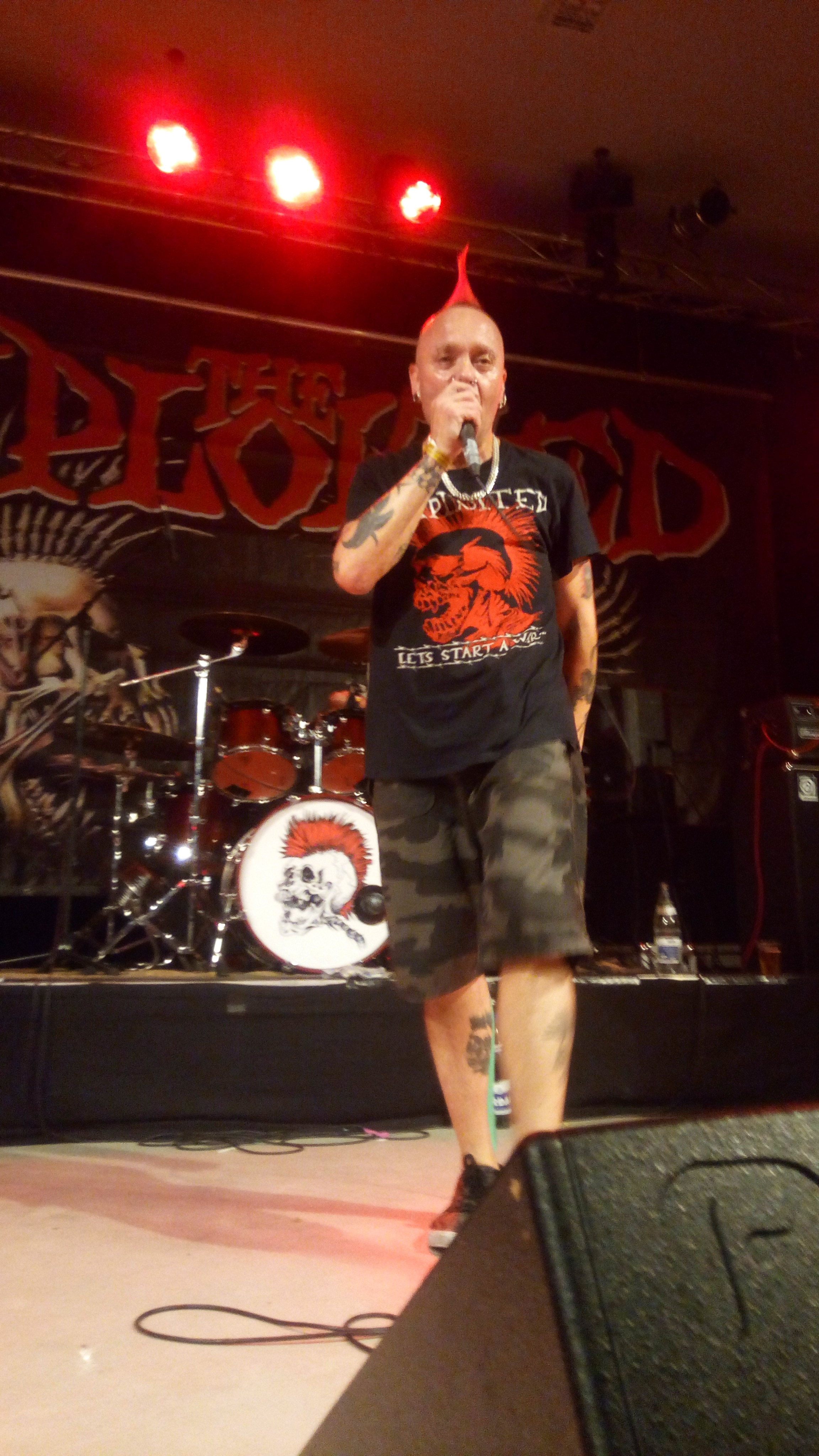
Frontmann Wattie Buchan (2018)

### Musik
Rainer Schmidt vom Rolling Stone attestierte Wattie Buchan eine schön „ramponierte Stimme“. Jan Jaedike vom Rock Hard hingegen schrieb, Buchan klinge auf dem Debüt-Album Punk´s Not Dead, obwohl er über 20 Jahre alt sei, „wie ein launischer Teenager“. Jaedike kritisierte außerdem die Produktion als kraftlos. Das Album gilt als Klassiker des Punk und Stücke wie S.P.G. Out of Control und I Believe in Anarchy als frühe Vorlagen des künftigen US-Hardcore. Die EP Dead Cities wurde vom Musikexpress kurz nach ihrem Erscheinen als „stilgerechte Attacke“ bezeichnet, die den Anspruch der Band „op-Band der Punks von heute […] auf den Thron der Cockney Rejects“, zuvor der UK Subs, erhärte.
Der Stil der Band wurde zunehmend metallischer. Jaedike bezeichnet das The-Vibrators-Cover Troops of Tomorrow vom gleichnamigen zweiten Album als „düster-metallische Apokalypse“ und das ebenfalls auf dem Album enthaltene They Won’t Stop als „Proto-Thrash-Metaller“. 1982 sei mit den „drei absoluten Zehn-Punkte-Göttergaben“ Troops of Tomorrow, Discharges Hear Nothing See Nothing Say Nothing und GBHs City Baby Attacked by Rats „DAS Jahr des britischen Hardcore-Punk“ gewesen. Die Attack-Single wurde vom Musikexpress als „[h]art wie immer, doch schon nahe beim Hard-Rock“ und The Exploited als „Ex-Punk-Helden“ bezeichnet. Insanity vom folgenden Album Let’s Start a War… Said Maggie One Day bezeichnete er als „Metal/Punk-Hybriden“.
Auf Horror Epics arbeite die Band mit einem untypisch verhallten Gesang, der Buchan laut Jaedike „einiges von seiner Power nimmt“, und einem laut Jaedike „für die Achtziger zwar typische[n], für ’ne Punk-Band aber uncoole[n] steril-künstliche[n] Drumsound“. Laut.de hingegen schreibt, Live at the Whitehouse und Horror Epics hätten „nichts von der Direktheit und Härte der Band eingebüßt“ Zwar sei „inzwischen schon jedem klar, dass man von The Exploited musikalisch wohl nie überrascht wird, aber darum geht es bei der Band auch gar nicht“. Politicians von der EP Jesus Is Dead wiederum kommt laut Jaedike „mit der krassesten Gesangsperformance, die Wattie je vorlegte, und ein paar formidablen Gitarrensoli“, Privacy Invasion von derselben EP sei „ebenfalls eine zu Unrecht vergessene Perle des Band-Katalogs“.
Das mit „zwei metallisch runtergeschrubbten Midtempo-Nummern“ eröffnete Death Before Dishonour war laut Jaedike „das pubertierende Vorläufermodell des stählernden Boliden“ The Massacre und litt „unter einer semitollen, undifferenzierten Produktion“, die hinter der zuvor veröffentlichten „Killer-EP“ Jesus Is Dead zurückgeblieben sei und bei der „man die durchaus gelungene Gitarrenarbeit oftmals nur ahnen“ könne. Jaedike hob bei diesem Album außerdem die „Uptempo-Melancholie“ Driving Me Insane, das „derbe runtergehobelte“ Adding to Their Fears, das „wutschnaubende“ Police Informer und das Sex and Violence vom Debütalbum mit „Achtziger-Goth-Metal-Post-Punk sowie Chick-Backings“ paarende Sexual Favours.“ Auch laut.de räumte ein, die Musiker hätten auf diesem Album „mit einer deutlichen Metalschlagseite“ und dem Frauengesang in Sexual Favours bewiesen, dass sie „doch nicht so berechenbar sind, wie man gemeinhin annimmt“. Beim folgenden Album The Massacre habe Produzent Colin Richardson The Exploited „mehr denn je Richtung Metal“ geschoben, „ohne ihr den nötigen Rotz zu nehmen. Die Strukturen bleiben Punk, die Riffs sind rasiermesserscharf und die Soli großartig. Thrash-Metal-Finesse und Punk-Aggro standen (und stehen sich nach wie vor) bei keinem anderen Act dermaßen ebenbürtig gegenüber. Beat the Bastards hievt laut Jaedike den auf The Massacre eingeschlagenen Weg „auf ein absolutes Hoch und gehört gleichzeitig (!) zu den besten Hardcore-Punk- und Thrash-Scheiben aller Zeiten“. Von Stücken wie System Fucked Up träume Discharge seit 30 Jahren. Fuck the System wiederum tendierte musikalisch wieder mehr zum Punk. Laut.de schrieb, bei diesem Album sei „schnell klar, dass die Band nach wie vor nichts von ihrer Aktualität und Wichtigkeit eingebüßt hat, auch wenn sie musikalische [sic!] nie aus ihrer Ecke herauskommen werden. Ein verdammt wichtiger Anachronismus.“

### Texte

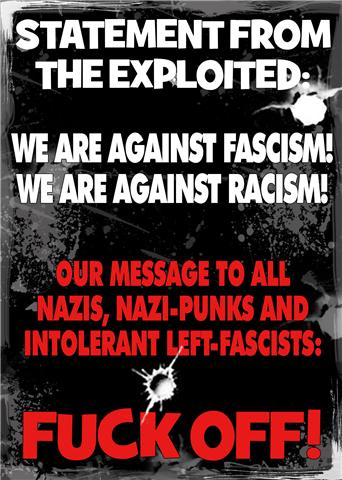
Statement der Band gegen Faschismus und Rassismus

Auf der EP Army Life findet sich das Lied Fuck the Mods, das zu Gewalt gegenüber Angehörigen der Mod-Subkultur auffordert. Wattie Buchans Kriegserklärung an die Mods führte, als ein The-Exploited- und ein The-Jam-Konzert in derselben Straße stattfanden, zu Schlägereien vor dem Veranstaltungsort. Wegen ihrer „gewalttätigen Attitüde“ wurde die Band von The Edge von U2 gegenüber dem Musikexpress kritisiert. Das sei „nichts als eine gottverdammte Pose“.
Das Debütalbum Punks Not Dead richtete sich gegen die damalige Entwicklung der Punk-Szene. Das Titellied gilt als Antwort auf Punk Is Dead vom Debütalbum The Feeding of the 5000 der englischen Anarcho-Punk-Band Crass. In Singalongabushell von der  Rival Leaders EP, als Wankers auf dem Album Let’s Start a War… Said Maggie One Day wiederveröffentlicht, bezeichnete die Band den „abtrünnigen ‚Oi!-Erfinder‘ Garry Bushell“ als „Wichser“: „Bushell said that punk was dead / Wanker“. Auf den Alben beschäftigte die Band sich außerdem mit dem Falklandkrieg. Die Band erklärte bei einem Auftritt in Argentinien, die Falklandinseln seien für immer britisch. Unter anderem in Maggie von Horror Epics „mit seiner wortgewandten ‚Maggie! You cunt‘-Hookline“ und auf The Massacre äußerte die Band sich gegen Margaret Thatcher, die Jaedike als Buchans „Lieblingszielscheibe“ bezeichnete. Das Titellied der „mit einem schick-blasphemischen Cover gekrönte[n]“ EP Jesus Is Dead ist laut Jaedike „auf den irischen Bürgerkrieg gemünztes Gezeter […] (‚Was Jesus a Catholic or a Protestant? He was a Jew!‘)“, das „ein paar Pappnasen umgehend falsch verstehen“ wollten, „wie ohnehin so einige Aussagen von Mr. Buchan“. Auf Religion bezog sich auch Fuck Religion vom Album The Massacre. The Exploited sang außerdem mit Police Informer von Death Before Dishonour und Police Shit von The Massacre gegen die Polizei, dort außerdem Regierung, Krieg, die Oberschicht und in Sick Bastard gegen Sexualstraftäter, Porno Slut „manifestiert erneut Buchans Desinteresse an politisch korrekten Szene-Konventionen“. Unter den „streckenweise sehr persönlichen Texten“ auf Fuck the System finden sich die „Beziehungstherapie“ Was It Me und Holiday in the Sun über Todeslager. Außerdem enthält das Album Lieder mit den biografisch selbsterklärenden Titeln Never Sell Out und Chaos Is My Life. Von The Exploited kritisiert wurden außerdem unter anderem der Criminal Justice Act und Videoüberwachungsanlagen, wobei man stets Position gegen Autorität und Krieg bezog. In Blown to Bits wird der Unabhängigkeitskampf der IRA kritisiert; beim Konzert in Glasgow 1981 beschimpfte Buchan bei der Ansage zum Stück den zuvor verstorbenen IRA-Aktivisten Bobby Sands als „wanker“ („Wichser“).
Buchan geriet während seiner Karriere immer wieder ins Kreuzfeuer von Kritikern, die ihm selbst das Fördern dumpfer Stereotype sowie eine faschistische Grundhaltung – bedingt durch die vielen National-Front-Anhänger, die sich vor allem im England der 1980er Jahre als Exploited-Fans outeten – vorwarfen. Die Band veröffentlichte jedoch ein Statement, in dem sie die Anschuldigungen zurückwiesen (siehe unten). Laut.de schrieb, dass „die Jungs alles anderen [sic!] als Neonazis sind“.

## Rezeption
Der von Buchan als „two-faced cunt“ (dt. etwa „falsche Schlange“) bezeichnete Jello Biafra bescheinigte der Band ein „hirnlose[s] Niveau“.

## Diskografie

### Alben
- Punks Not Dead (1981)
- Troops of Tomorrow (1982)
- Let’s Start a War… Said Maggie One Day (1983)
- Horror Epics (1985)
- Death Before Dishonour (1987)
- The Massacre (1990)
- Beat the Bastards (1996)
- Fuck the System (2003)
- 25 Years of Anarchy and Chaos (Kompilationsalbum, 2005)

### Singles und EPs
- Army Life, 7"-Single (1980)
- Exploited Barmy Army, 7"-Single (1980)
- Dogs of War, 7"-Single (1981)
- Dead Cities, 7"-EP (1981)
- Don’t Let ‘Em Grind You Down, 7"-Split-EP mit Anti-Pasti (1981)
- Britannia Waives the Rules, 12"-Split-EP mit Chron Gen und Infa-Riot (1982)
- Attack/Alternative, 7"-Single (1982)
- Computers Don’t Blunder, 7"-Single (1982)
- Troops of Tomorrow Promo-12" (1982)
- Rival Leaders, 7"-EP (1983)
- Jesus Is Dead, 12"-EP (1986)
- War Now, 12"-EP (1988)